# Jubula hutchinsiae
Jubula hutchinsiae là một loài Rêu trong họ Jubulaceae. Loài này được (Hook.) Dumort. mô tả khoa học đầu tiên năm 1822.